# Американский Стоунхендж

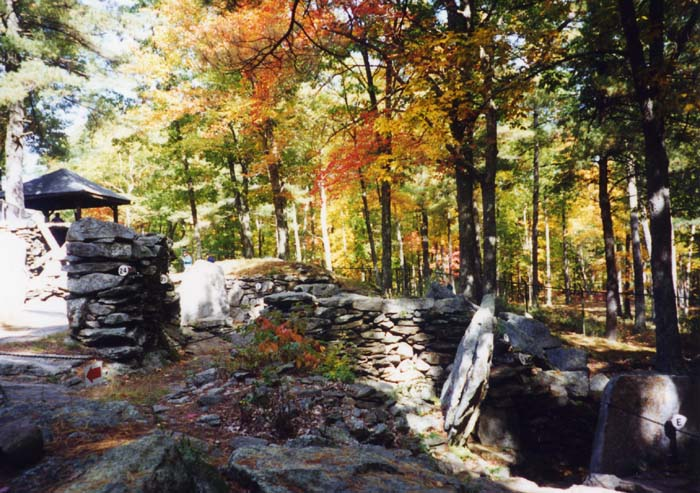
Некоторые из камней Американского Стоунхенджа

Американский Стоунхендж (англ. America’s Stonehenge) — археологический памятник, состоящий из группы крупных валунов и каменных сооружений, разбросанных на площади около 120 м² на территории города Сейлем в штате Нью-Гэмпшир на северо-востоке США.

## История
Первоначально данный памятник имел название Мистери-хилл (англ. Mystery Hill, букв. «холм загадок») которое придумал Вильям Гудвин, страховой консультант купивший этот участок в 1937 году. Этот термин оставался официальным названием памятника до 1982 года. С другой стороны, ещё в 1960-е гг. в одной из статей появился альтернативный термин, «Американский Стоунхендж», который со временем вытеснил первоначальный.
Следует отметить, что «Американским Стоунхенджем» в прессе нередко именуют и другой памятник, уже современного происхождения — Скрижали Джорджии.
Существуют различные теории, приписывающие сооружение Американского Стоунхенджа местным фермерам в XVIII и XIX веках, владельцу земельного участка Уильяму Гудвину в 1930-е годы, доколумбовым европейским поселенцам Америки и др.
Радиоуглеродный анализ отложений древесного угля отнёс сооружения к периоду от 2000 до 173 гг. до н. э., то есть к одной из местных индейских культур архаического периода или раннего Вудлендского периода.
В 1982 г. Дэвид Стюарт-Смит, директор местного ресторана, провёл раскопки мегалита, обнаруженного в каменоломне к северу от памятника. Его исследовательская команда, под руководством археолога от штата Нью-Гэмпшир, раскопала каменоломню и обнаружила сотни каменных обломков, которые археолог идентифицировал как остатки производства примитивных каменных орудий.
Доступ к памятнику для посетителей — платный. Памятник расположен в парковой зоне, где также находятся трассы для снегоступов и ферма по разведению альпака. Памятник является популярным туристическим аттракционом, особенно среди последователей современного религиозного течения New Age.

## Другие американские мегалиты
- Гунгиуомп
- Каменные сооружения Блафф-Пойнт
- Оули-Хиллз